# 2004년 하계 올림픽 체조
제28회 하계 올림픽 체조 경기는 2004년 그리스 아테네에서 열렸다. 세 부문으로 나뉘어 진행된 경기는 기계 체조가 8월 12-23일, 리듬 체조가 26-29일 트렘펄린이 20-21일에 걸쳐 열렸다. 기계 체조와 트램펄린 경기는 올림픽 실내 경기장에서 리듬 체조는 Galatsi Olympic Hall에서 열렸다.

## 같이 보기
- 2002년 아시안 게임 체조